# 東谷傳次郎
東谷 傳次郎（伝次郎、とうたに でんじろう、1894年（明治27年）12月1日 - 1987年（昭和62年）2月15日）は、大正・昭和期の官僚。会計検査院長を務めた。

## 経歴
広島県安佐郡福木村（現広島市東区）で農業・東谷保五郎の三男として生まれた。専検に合格し旧制第四高等学校を卒業。1921年（大正10年）4月、東京帝国大学法学部政治学科を卒業。同年11月、高等試験行政科試験に合格した。1922年（大正11年）2月、会計検査院に入院し同書記に任官、第三部第三課に配属された。
以後、官房総務科長、第四部第一課長、第二部第三課長、第一部第一課長、第三部第三課長などを歴任。
1942年（昭和17年）5月、南方軍司令部附に発令。軍政会計監督部附となり、同年9月、陸軍司政長官に就任した。1943年（昭和18年）10月、帰国し会計検査院検査官・第一部第一課長となる。1945年（昭和20年）4月、第二部第四課長に異動した。
終戦後、1946年（昭和21年）12月、第二部長に就任し、検査第三局長兼事務総局次長心得、会計検査院事務総長、検査官を歴任。1954年（昭和29年）8月から1957年（昭和32年）8月まで会計検査院長を務めて退官した。